# Brentford (Dakota Południowa)
Brentford – miasto w Stanach Zjednoczonych, w stanie Dakota Południowa, w hrabstwie Spink.